# Gebietsänderungen im Ruhrgebiet
Die Übersicht zu den Gebietsänderungen im Ruhrgebiet enthält die wichtigsten administrativen Gebietsänderungen, die von 1871 bis heute im Ruhrgebiet durchgeführt wurden. Das Gebiet der erfassten Gebietsänderungen entspricht der jetzigen Ausdehnung des Ruhrgebiets.

## Änderungen der Kreisgrenzen
| Datum      | Maßnahme(n)                                                                                    |
| ---------- | ---------------------------------------------------------------------------------------------- |
| 28.02.1873 | Ausgliederung der Stadt Essen aus dem Kreis Essen                                              |
| 24.01.1874 | Ausgliederung der Stadt Duisburg aus dem Kreis Duisburg                                        |
| 15.02.1875 | Ausgliederung der Stadt Dortmund aus dem Kreis Dortmund                                        |
| 24.05.1876 | Ausgliederung der Stadt Bochum aus dem Kreis Bochum                                            |
| 01.07.1885 | Neubildung der Kreise Gelsenkirchen und Hattingen aus Gemeinden des Landkreises Bochum         |
| 01.04.1887 | Ausgliederung der Stadt Hagen aus dem Kreis Hagen                                              |
| 01.04.1887 | Neubildung des Kreises Hörde aus Gemeinden des Landkreises Dortmund                            |
| 01.07.1887 | Neubildung des Kreises Ruhrort aus Gemeinden des Kreises Mülheim a./Ruhr                       |
| 01.04.1887 | Neubildung des Kreises Schwelm aus Gemeinden des Kreises Hagen                                 |
| 01.04.1897 | Ausgliederung der Stadt Gelsenkirchen aus dem Kreis Gelsenkirchen                              |
| 01.04.1899 | Ausgliederung der Stadt Witten aus dem Landkreis Bochum                                        |
| 01.04.1901 | Ausgliederung der Stadt Hamm aus dem Kreis Hamm                                                |
| 01.04.1901 | Ausgliederung der Stadt Oberhausen aus dem Kreis Mülheim a./Ruhr                               |
| 01.04.1901 | Ausgliederung der Stadt Recklinghausen aus dem Kreis Recklinghausen                            |
| 01.01.1904 | Ausgliederung der Stadt Mülheim a./Ruhr aus dem Kreis Mülheim a./Ruhr                          |
| 01.04.1910 | Auflösung des Landkreises Mülheim a./Ruhr                                                      |
| 01.04.1911 | Ausgliederung der Stadt Hörde aus dem Kreis Hörde                                              |
| 01.05.1911 | Ausgliederung der Stadt Hamborn aus dem Kreis Dinslaken                                        |
| 01.02.1912 | Ausgliederung der Stadt Buer aus dem Landkreis Recklinghausen                                  |
| 01.07.1917 | Ausgliederung der Stadt Sterkrade aus dem Kreis Dinslaken                                      |
| 01.01.1921 | Ausgliederung der Städte Bottrop und Gladbeck aus dem Landkreis Recklinghausen                 |
| 01.01.1922 | Ausgliederung der Stadt Osterfeld aus dem Landkreis Recklinghausen                             |
| 01.04.1926 | Erste Neugliederung des westfälischen Teils des Ruhrgebiets                                    |
| 01.04.1928 | Zweite Neugliederung des westfälischen Teils des Ruhrgebiets                                   |
| 01.08.1929 | Dritte Neugliederung des westfälischen und Neugliederung des rheinischen Teils des Ruhrgebiets |
| 01.01.1975 | Neugliederung der Räume Ruhrgebiet, Niederrhein und Münster/Hamm                               |
| 06.12.1975 | Aufhebung der Neugliederungsmaßnahme Bottrop                                                   |
| 01.07.1976 | Neugliederungskorrekturen bei der Stadt Bottrop                                                |

## Anzahl der Stadtkreise/kreisfreien Städte und Kreise/Landkreise
| Datum      | Stadtkreise kreisfreie Städte Veränderung | Kreise Landkreise Veränderung | Stadtkreise kreisfreie Städte Anzahl | Kreise Landkreise Anzahl |
| ---------- | ----------------------------------------- | ----------------------------- | ------------------------------------ | ------------------------ |
| 01.01.1871 |                                           |                               | 0                                    | 8                        |
| 08.02.1873 | + 1                                       | 0                             | 1                                    | 8                        |
| 24.01.1874 | + 1                                       | 0                             | 2                                    | 8                        |
| 15.02.1875 | + 1                                       | 0                             | 3                                    | 8                        |
| 24.05.1876 | + 1                                       | 0                             | 4                                    | 8                        |
| 01.07.1885 | 0                                         | + 2                           | 4                                    | 10                       |
| 01.04.1887 | + 1                                       | + 2                           | 5                                    | 12                       |
| 01.07.1887 | 0                                         | + 1                           | 5                                    | 13                       |
| 01.04.1897 | + 1                                       | 0                             | 6                                    | 13                       |
| 01.04.1899 | + 1                                       | 0                             | 7                                    | 13                       |
| 01.04.1901 | + 3                                       | 0                             | 10                                   | 13                       |
| 01.01.1904 | + 1                                       | 0                             | 11                                   | 13                       |
| 01.04.1910 | 0                                         | − 1                           | 11                                   | 12                       |
| 01.04.1911 | + 1                                       | 0                             | 12                                   | 12                       |
| 01.05.1911 | + 1                                       | 0                             | 13                                   | 12                       |
| 01.02.1912 | + 1                                       | 0                             | 14                                   | 12                       |
| 01.07.1917 | + 1                                       | 0                             | 15                                   | 12                       |
| 01.01.1921 | + 2                                       | 0                             | 17                                   | 12                       |
| 01.01.1922 | + 1                                       | 0                             | 18                                   | 12                       |
| 01.04.1926 | + 2                                       | − 1                           | 20                                   | 11                       |
| 01.04.1928 | 0                                         | − 1                           | 20                                   | 10                       |
| 01.08.1929 | − 1                                       | − 5                           | 19                                   | 5                        |
| 01.01.1975 | − 9                                       | − 1                           | 10                                   | 4                        |
| 06.12.1975 | + 1                                       | 0                             | 11                                   | 4                        |
| 01.07.1976 | − 1                                       | 0                             | 10                                   | 4                        |

## Umbenennung von Stadt- und Landkreisen
| Datum       | Maßnahme(n)                                                                         |
| ----------- | ----------------------------------------------------------------------------------- |
| 24.01.1874  | Umbenennung des Kreises Duisburg (ohne die Stadt Duisburg) in Kreis Mülheim a./Ruhr |
| 01.04.1909  | Umbenennung des Kreises Ruhrort in Kreis Dinslaken                                  |
| 0..ca. 1915 | Umbenennung der Stadt Mülheim a./Ruhr in Mülheim a. d. Ruhr                         |
| 01.01.1920  | Umbenennung des Kreises Mörs in Kreis Moers                                         |
| 21.05.1930  | Umbenennung der Stadt Gelsenkirchen-Buer in Gelsenkirchen                           |
| 17.10.1930  | Umbenennung des Landkreises Hamm in Kreis Unna                                      |
| 01.04.1935  | Umbenennung der Stadt Duisburg-Hamborn in Duisburg                                  |
| 27.03.1991  | Umbenennung der Stadt Mülheim a. d. Ruhr in Mülheim an der Ruhr                     |

## Wichtige Änderungen der Gemeindegrenzen
Hierbei werden die Änderungen bei den Stadtkreisen bzw. kreisfreien Städten nicht berücksichtigt.
| Datum      | Maßnahme(n) |
| ---------- | --- |
| 01.01.1907 | Bildung der neuen Gemeinde Homberg, die im Jahr 1921 zur Stadt ernannt wurde                                                                             |
| 01.01.1910 | Bildung der Gemeinde Repelen-Baerl, die im Jahr 1950 in Rheinkamp umbenannt wurde                                                                        |
| 01.01.1921 | Bildung der Gemeinde Linden-Dahlhausen |
| 01.01.1922 | Bildung der neuen Gemeinden Löhnen und Voerde, die im Jahr 1950 zur Gemeinde Voerde (Niederrhein) fusionierten, die im Jahr 1981 zur Stadt ernannt wurde |
| 22.11.1922 | Bildung der Gemeinde Derne (zunächst noch mit dem Namen Altenderne-Oberbecker)                                                                           |
| 06.04.1923 | Bildung der Gemeinde Rheinhausen, die im Jahr 1934 zur Stadt ernannt wurde                                                                               |
| 01.04.1926 | Bildung der Stadt Castrop-Rauxel |
| 01.04.1926 | Bildung der neuen Gemeinde Herbede, die im Jahr 1951 zur Stadt ernannt wurde                                                                             |
| 01.04.1926 | Bildung der Gemeinde Oer-Erkenschwick, die im Jahr 1953 zur Stadt ernannt wurde                                                                          |
| 01.04.1928 | Bildung der Gemeinde Neukirchen-Vluyn, die im Jahr 1981 zur Stadt ernannt wurde                                                                          |
| 01.04.1934 | Bildung der Gemeinde Camp-Lintfort, deren Name kurz darauf in Kamp-Lintfort geändert wurde und die im Jahr 1981 zur Stadt ernannt wurde                  |
| 01.07.1934 | Bildung der Gemeinde Rumeln-Kaldenhausen, die bis 1950 Rumeln hieß                                                                                       |
| 01.04.1949 | Bildung der Stadt Ennepetal |
| 01.04.1951 | Bildung der Gemeinde Altenbögge-Bönen |
| 01.09.1960 | Bildung der Gemeinde Sprockhövel |
| 01.01.1966 | Bildung der neuen Gemeinde Bergkamen, die noch im selben Jahr zur Stadt ernannt wurde                                                                    |
| 01.01.1967 | Bildung der neuen Gemeinde Methler |
| 01.01.1968 | Neugliederung der Gemeinden des Landkreises Unna |
| 01.07.1969 | Neugliederung von Gemeinden des Landkreises Moers |
| 01.01.1970 | Neugliederung der Gemeinden des Ennepe-Ruhr-Kreises und angrenzender Gebiete                                                                             |

## Übersichten
Die Städte und Kreise sind nach dem Alphabet geordnet.

### Liste der Stadtkreise / kreisfreien Städte
Heute noch bestehende kreisfreie Städte sind farbig unterlegt.
- A: Auflösung
- N: Neubildung

Einfache Namensänderungen und die Um- und Rückbenennungen der Städte Duisburg und Gelsenkirchen sowie die kurzzeitige Auflösung der Stadt Gladbeck im Jahr 1975 werden hier nicht berücksichtigt.
| kreisfreie Stadt    | Datum      | Neubildung                    | Datum      | Auflösung                |
| ------------------- | ---------- | ----------------------------- | ---------- | ------------------------ |
| Bochum              | 24.05.1876 | N < Kreis Bochum              |            |                          |
| Bottrop             | 01.01.1921 | N < Landkreis Recklinghausen  |            |                          |
| Buer                | 01.02.1912 | N < Landkreis Recklinghausen  | 01.04.1928 | A > Gelsenkirchen        |
| Castrop-Rauxel      | 01.04.1928 | N < Landkreis Dortmund        | 01.01.1975 | A > Kreis Recklinghausen |
| Dortmund            | 15.02.1875 | N < Kreis Dortmund            |            |                          |
| Duisburg            | 24.01.1874 | N < Kreis Duisburg            |            |                          |
| Essen               | 28.02.1873 | N < Kreis Essen               |            |                          |
| Gelsenkirchen       | 01.04.1897 | N < Kreis Gelsenkirchen       |            |                          |
| Gladbeck            | 01.01.1921 | N < Landkreis Recklinghausen  | 01.07.1976 | A > Kreis Recklinghausen |
| Hagen               | 01.04.1887 | N < Kreis Hagen               |            |                          |
| Hamborn             | 01.05.1911 | N < Kreis Dinslaken           | 01.08.1929 | A > Duisburg             |
| Hamm                | 01.04.1901 | N < Kreis Hamm                |            |                          |
| Hörde               | 01.04.1911 | N < Kreis Hörde               | 01.04.1928 | A > Dortmund             |
| Lünen               | 01.04.1928 | N < Landkreis Dortmund        | 01.01.1975 | A > Kreis Unna           |
| Mülheim an der Ruhr | 01.01.1904 | N < Kreis Mülheim an der Ruhr |            |                          |
| Oberhausen          | 01.04.1901 | N < Kreis Mülheim an der Ruhr |            |                          |
| Osterfeld           | 01.01.1921 | N < Landkreis Recklinghausen  | 01.08.1929 | A > Oberhausen           |
| Recklinghausen      | 01.04.1901 | N < Kreis Recklinghausen      | 01.01.1975 | A > Kreis Recklinghausen |
| Sterkrade           | 01.07.1917 | N < Kreis Dinslaken           | 01.08.1929 | A > Oberhausen           |
| Wanne-Eickel        | 01.04.1926 | N < Landkreis Gelsenkirchen   | 01.01.1975 | A > Herne                |
| Wattenscheid        | 01.04.1926 | N < Landkreis Gelsenkirchen   | 01.01.1975 | A > Bochum               |
| Witten              | 01.04.1899 | N < Landkreis Bochum          | 01.01.1975 | A > Ennepe-Ruhr-Kreis    |

### Liste der Kreise / Landkreise
Heute noch bestehende Kreise sind farbig unterlegt.
- A: Auflösung
- N: Neubildung
- NÄ: Namensänderung

Einfache Namensänderungen werden hier nicht berücksichtigt.
| Kreis               | Datum      | Neubildung                                                                       | Datum      | Auflösung                                                                |
| ------------------- | ---------- | -------------------------------------------------------------------------------- | ---------- | ------------------------------------------------------------------------ |
| Bochum              |            |                                                                                  | 01.08.1929 | A > Bochum (Hauptteil), Dortmund, Herne, Witten                          |
| Dinslaken           | 01.04.1909 | NÄ < Kreis Ruhrort                                                               | 01.01.1975 | A > Duisburg, Kreis Recklinghausen, Kreis Wesel (Hauptteil)              |
| Dortmund            |            |                                                                                  | 01.04.1928 | A > Castrop-Rauxel, Dortmund (Hauptteil), Herne, Lünen                   |
| Duisburg            |            |                                                                                  | 24.01.1874 | A > Duisburg, Kreis Mülheim an der Ruhr                                  |
| Ennepe-Ruhr-Kreis   | 01.08.1929 | N < Landkreis Hagen, Kreis Hattingen, Kreis Schwelm                              |            |                                                                          |
| Essen               |            |                                                                                  | 01.08.1929 | A > Essen (Hauptteil), Kreis Düsseldorf-Mettmann                         |
| Gelsenkirchen       | 01.07.1885 | N < Landkreis Bochum                                                             | 01.04.1926 | A > Bochum, Gelsenkirchen, Herne, Wanne-Eickel (Hauptteil), Wattenscheid |
| Hagen               |            |                                                                                  | 01.08.1929 | A > Hagen, Witten, Ennepe-Ruhr-Kreis (Hauptteil)                         |
| Hamm                |            |                                                                                  | 17.10.1930 | NÄ > Kreis Unna                                                          |
| Hattingen           |            |                                                                                  | 01.08.1929 | A > Bochum, Ennepe-Ruhr-Kreis (Hauptteil)                                |
| Hörde               | 01.04.1887 | N < Landkreis Dortmund                                                           | 01.08.1929 | A > Dortmund (Hauptteil), Witten, Landkreis Hamm, Landkreis Iserlohn     |
| Moers               |            |                                                                                  | 01.01.1975 | A > Duisburg, Kreis Kleve, Kreis Wesel (Hauptteil)                       |
| Mülheim an der Ruhr | 24.01.1874 | N < Kreis Duisburg                                                               | 01.04.1910 | A > Essen, Mülheim an der Ruhr, Oberhausen, Landkreis Essen (Hauptteil)  |
| Recklinghausen      |            |                                                                                  |            |                                                                          |
| Rees                |            |                                                                                  | 01.01.1975 | A > Kreis Borken, Kreis Kleve, Kreis Wesel (Hauptteil)                   |
| Ruhrort             | 01.07.1887 | N < Kreis Mülheim an der Ruhr                                                    | 01.04.1909 | NÄ > Kreis Dinslaken                                                     |
| Schwelm             | 01.04.1887 | N < Kreis Hagen                                                                  | 01.08.1929 | A > Ennepe-Ruhr-Kreis                                                    |
| Unna                | 17.10.1930 | NÄ < Landkreis Hamm                                                              |            |                                                                          |
| Wesel               | 01.01.1975 | N < Kreis Borken, Kreis Dinslaken, Kreis Moers, Kreis Recklinghausen, Kreis Rees |            |                                                                          |